# Ручьевская, Екатерина Александровна
Ручьевская Екатерина Александровна (22 августа 1922, г. Детское Село, пригород Ленинграда, СССР, теперь Пушкин, Россия — 30 ноября 2009, Санкт-Петербург, РФ) — музыковед. Доктор искусствоведения (1979). Профессор Санкт-Петербургской государственной консерватории им. Н. А. Римского-Корсакова. Заслуженный деятель искусств РСФСР (1984).

## Биография
Училась в Музыкальной школе имени Н. А. Римского-Корсакова. Окончила Ленинградскую консерваторию им. Н. А. Римского-Корсакова в 1949 году (историко-теоретическое отделение теоретико-композиторского факультета, училась у С. Н. Богоявленского; также класс композиции Ю. В. Кочурова, ранее занималась у М. О. Штейнберга). В 1952 году здесь же окончила аспирантуру по теории музыки (рук. А. Н. Дмитриев).
С 1949 преподаватель Музыкального училища при Ленинградской консерватории, с 1953 преподаватель консерватории, с 1966 доцент, с 1981 профессор.
Автор фундаментальных работ по теории музыки (по проблемам формообразования и музыкального тематизма, специфики вокальной музыки, взаимодействия музыки и слова), монографий, посвящённых творчеству русских композиторов XIX–XX веков. Исследователь опер В. Моцарта, А. Даргомыжского, М. Глинки, Р. Вагнера, Н. Римского-Корсакова, М. Мусоргского, С. Прокофьева, сочинений Д. Шостаковича, Ю. Кочурова, Г. Свиридова, С. Слонимского, В. Гаврилина, Б. Тищенко, А. Петрова, Л. Пригожина, Ю. Фалика, Г. Банщикова.
Похоронена на Казанском кладбище г. Пушкина (Царское село).

## Характеристика творчества
Одним из направлений <…> деятельности становится у Е. А. Ручьевской исследование возможностей и границ собственно музыки как искусства (наряду с аналогичным испытанием и соответствующего аналитического «инструментария») — в условиях множественности стилей и техник XX столетия, бесчисленных творческих экспериментов, на фоне все более и более расширяющейся пропасти между «серьёзной» и «развлекательной» музыкой. В рамках этого исследования — её работы, связанные с изучением логики взаимодействия элементов музыкальной ткани — той «системы соподчинений», которая позволяет музыке оставаться музыкой при сколь угодно широком раздвижении её границ («Мелодия сквозь призму жанра», «Об анализе содержания музыкального произведения», «Цикл как жанр и форма»). — Предисловие к Ю. Васильев, Е. Ручьевская «Работы разных лет»

## Список трудов

### Книги
- Ю. В. Кочуров : критико-библиографический очерк. Л., 1958.
- Слово и музыка. Л., 1960.
- П. И. Чайковский : краткий очерк жизни и творчества. Л., 1963.
- Люциан Пригожин : монографический очерк. Л., 1977.
- Функции музыкальной темы. Л., 1977.
- Юрий Фалик : монографический очерк. Л., 1981.
- Анализ вокальных произведений : учебное пособие. Л., 1988.
- «Руслан» Глинки, «Тристан» Вагнера и «Снегурочка» Римского-Корсакова. Стиль. Драматургия. Слово и музыка Композитор • Санкт-Петербург, 2002.
- Классическая музыкальная форма. Учебник по анализу. Композитор • Санкт-Петербург, 2004.
- «Хованщина» Мусоргского как художественный феномен : к проблеме поэтики жанра. Композитор • Санкт-Петербург, 2005.
- «Война и мир». Роман Л. Н. Толстого и опера С. С. Прокофьева. Композитор • Санкт-Петербург, 2010.  http://www.compozitor.spb.ru/catalog/index.php?ELEMENT_ID=19732
- Работы разных лет. Том I. Статьи. Заметки. Воспоминания. Композитор • Санкт-Петербург, 2011.  http://www.compozitor.spb.ru/catalogue_editions/the_regular/index.php?ELEMENT_ID=21383
- Работы разных лет. Том II. О вокальной музыке. Композитор • Санкт-Петербург, 2011.  http://www.compozitor.spb.ru/catalogue_editions/the_regular/index.php?ELEMENT_ID=21385

### Некоторые статьи
- Камерные ансамбли П. И. Чайковского // Музыкальное наследие Чайковского. М., 1958.
- Романсы Ю. В. Кочурова на стихи Пушкина и Лермонтова // Очерки по теоретическому музыкознанию. Л., 1959.
- О соотношении слова и мелодии в русской камерно-вокальной музыке начала XX века // Русская музыка на рубеже XX века. М. — Л., 1966.
- О методах претворения и выразительном значении речевой интонации (на примере творчества С. Слонимского, В. Гаврилина и Л. Пригожина) // Поэзия и музыка. М., 1973.
- Интонационный кризис и проблема переинтонирования // Советская Музыка. 1975, № 5.
- Тематизм и форма в методологии анализа музыки XX века // Современные вопросы музыкознания. М., 1976.

## Награды
- Медаль «За трудовое отличие» (28.12.1987).
- Заслуженный деятель искусств РСФСР (30.10.1984).
- Орден Почёта (07.02.2004).